# Патуљасти глатки кит
Патуљасти глатки кит (лат. Caperea marginata) је кит из породице Cetotheriidae и парвореда китова плочана (Mysticeti).

## Распрострањење
Ареал врсте покрива океане на јужној Земљиној полулопти између 20 и 55 степени ЈГШ.
Врста је присутна у Аустралији, Аргентини, Новом Зеланду, Јужноафричкој Републици, Чилеу и Намибији.

## Станиште
Станиште врсте су субантарктичка океанска подручја.

## Угроженост
Подаци о распрострањености ове врсте су недовољни.